# Solpugema vincta
Solpugema vincta är en spindeldjursart som först beskrevs av Carl Ludwig Koch 1842.  Solpugema vincta ingår i släktet Solpugema och familjen Solpugidae. Inga underarter finns listade i Catalogue of Life.